# Trudy Labij
Adriana Geertruida (Trudy) Labij (Den Haag, 2 augustus 1943) is een Nederlands actrice. Hoewel ze bij het grote publiek vooral bekend is van tv-series als Joop ter Heul en Pleisterkade 17 is ze het toneel altijd trouw gebleven. Haar komisch talent werd goed benut in musicals als Madam en Foxtrot, maar ze heeft sinds haar toneeldebuut in 1965 met name rollen in klassieke en moderne toneelstukken gespeeld bij de Haagse Comedie, Toneelgroep De Appel en het Ro Theater. Labij speelde onder andere ook mee met de cabaretgroep Purper.

## Biografie
Trudy Labij doorliep de Meisjesschool in Arnhem. Nadat ze in de stadsschouwburg van haar geboortestad Vondel had horen voordragen werd haar liefde voor toneel geprikkeld. Ze studeerde aan de Toneelschool Arnhem en deed in 1965 eindexamen. Vrijwel direct na haar afstuderen werd ze ingelijfd bij het gesubsidieerd toneel bij het gezelschap Haagse Comedie. Ze debuteerde in 1965 in het toneelstuk De vervolging van en de moord op Jean Paul Marat van Peter Weiss. Grote roem verwierf ze in 1968 met haar rol als Joop ter Heul in de gelijknamige televisieserie. Labij die naast haar opleiding aan de toneelschool ook tap-, zang- en balletlessen had gevolgd was geknipt voor deze serie, een musicalbewerking van de boeken van Cissy van Marxveldt.
Naast haar toneelcarrière bij de Haagse Comedie, Toneelgroep De Appel en het Ro Theater speelde Labij ook in speelfilms als Wat zien ik!? en televisieseries. In een van deze series, Pleisterkade 17, werd ze opgemerkt door Annie M.G. Schmidt, die de serie had geschreven. Schmidt zou Labij naar voren schuiven in musical- en toneelproducties van haar hand, zoals Foxtrot, Madam en Er valt een traan op de tompoes. Ze trad ook op in toneel- en musicalproducties van andere schrijvers, zoals De Stunt van Guus Vleugel. In 1981 werd ze onderscheiden met de Johan Kaart Prijs. Haar rol in de tv-serie Zonder Ernst (1992) voelde ze als een persoonlijke misser en ze liet zich in 1994 vervangen door Sjoukje Hooymaayer. Veel waardering was er voor haar solovoorstelling Shirley Valentine in 2002.

## Filmografie

### Televisieseries
- 1968 - Joop ter Heul
- 1969 - Tot de dood ons scheidt
- 1970 - De fantastische avonturen van de Baron van Münchhausen
- 1971 - Klatergoud
- 1974 - Waaldrecht
- 1975/1977 - Pleisterkade 17
- 1979 - De late late Lien show
- 1991 - Jaloezieën - Rosa Oudshoorn
- 1992 - Recht voor zijn Raab
- 1992/1994 - Zonder Ernst
- 1994 - 12 steden, 13 ongelukken
- 1996 - Consult
- 2000 - Wildschut & De Vries
- 2001 - All Stars
- 2002 - Sinterklaasjournaal - Schoonmaakster
- 2004 - Baantjer De Cock en de moord op het verleden - Sanne Groot-Koerkamp
- 2007 - Keyzer & De Boer Advocaten
- 2013 - Charlie Paula (aflevering 5)
- 2015/2019 - Familie Kruys - Diny

### Film
- 1968 - De vuurproef (tv-film)
- 1971 - Wat Zien Ik!?
- 1973 - Geen paniek
- 1986 - In de schaduw van de overwinning
- 1988 - Shadowman
- 1988 - Maurits en de feiten (tv-film)
- 1990 - The Nutcracker Prince
- 2004 - Erik of het klein insectenboek
- 2004 - Feestje!
- 2007 - Sekssomnia
- 2011 - Dolfje Weerwolfje als Mevrouw Krijtjes
- 2012 - Hotel Transylvania als de stem van de Hoofd aan de Deur van Mavis
- 2018 - All You Need Is Love als Tilly
- 2022 - Minions: The Rise of Gru als de stem van Marlena (Gru's moeder)

## Theater
- 1965 - De vervolging van en de moord op Jean Paul Marat
- 1965 - Dylan Thomas
- 1966 - Droom van een midzomernacht
- 1966 - Lessen in laster
- 1966 - Voorjaarsontwaken
- 1966 - De meteoor
- 1967 - De stunt
- 1967 - Tussen paard en stier
- 1967 - Prometheus
- 1967 - De vrouwen van Troje
- 1969 - Er zit een haar in m'n soep
- 1970 - Vlinders zijn vrij
- 1970 - Spring uit het raam schat, we gaan trouwen
- 1971 - Promotie! Promotie!
- 1973 - Op blote voeten in het park
- 1975 - De broek
- 1975 - De snob
- 1976 - Jukebox 2008
- 1977 - Foxtrot
- 1979 - Er valt een traan op de tompoes
- 1981 - Madam
- 1982 - Victor, of De kinderen aan de macht
- 1983 - De vrek
- 1983 - De Rode Herberg
- 1984 - Oom Wanja
- 1984 - De Thuiskomst
- 1984 - Doctor Nero
- 1985 - Heden Christine
- 1985 - Faust I & II
- 1986 - Wilt u es boven komen, mevrouw
- 1986 - Hooikoorts
- 1986 - Ons kent ons
- 1987 - Amphitryon
- 1987 - Faëton
- 1988 - Een zaak van de familie
- 1988 - Happy End
- 1989 - Vrouwen voor rivierlandschap
- 1989 - Op hoop van zegen
- 1989 - Macbeth
- 1990 - Zomergasten
- 1990 - Kat op een heet zinken dak
- 1991 - Private Lives
- 1992 - We hebben samen een paard
- 1993 - Nu sijt wellecome
- 1995 - Eva Bonheur
- 1995 - De woonboot
- 1996 - Jorrie en Snorrie
- 1996 - Stomme koe!
- 1998 - Ionesco / Jalta
- 1998 - Ja, ja, de liefde
- 1999 - Er valt een traan op de tompoes
- 2000 - Spotgeesten
- 2001 - Shirley Valentine
- 2002 - Extra editie - Purper
- 2004 - La Bij
- 2004 - De vrouw die haar man opvrat
- 2005 - Als op het Leidseplein...
- 2006 - La vie parisienne
- 2007 - Zes danslessen in zes weken
- 2009 - Sonneveld voor altijd!

- Gemeinsame Normdatei: 1061863778
- International Standard Name Identifier: 0000 0004 4341 9995
- Virtual International Authority File: 311663981
- WorldCat: E39PBJpjdHjFQrQQpGCHDbFtKd